# S-아데노실호모시스테인
S-아데노실호모시스테인(영어: S-adenosylhomocysteine)은 호모시스테인 생합성의 전구물질이다. S-아데노실호모시스테인은 S-아데노실메티오닌의 탈메틸화에 의해 생성된다. S-아데노실호모시스테인은 아데노실호모시스테이네이스에 의해 호모시스테인과 아데노신으로 전환된다.

## 같이 보기
- 아데노신
- 호모시스테인
- S-아데노실메티오닌